# Frente pela Alternância e Concórdia no Chade
Frente pela Alternância e Concórdia no Chade (em francês:  Front pour l’alternance et la concorde au Tchad, FACT) é um grupo político-militar chadiano predominantemente gorane criado em abril de 2016 por Mahamat Mahdi Ali em Tanoua  (extremo norte do Chade) a partir de uma cisão na União das Forças para a Democracia e o Desenvolvimento (UFDD) de Mahamat Nouri. O grupo opõem-se ao presidente chadiano Idriss Déby e está baseado na Líbia, Fezzan.

## Criação
A presença de grupos rebeldes do Chade na Líbia, nomeadamente a UFDD, remonta ao final de 2014 e eles teriam recebido a permissão da Terceira Força, uma poderosa brigada de Misrata posicionada no sul da Líbia, para se estabelecer em Saba, principal cidade de Fezzan, com a condição de que não realizassem ações contra o regime chadiano.
No entanto, a continuação e a extensão do conflito na Líbia resultou no recrutamento da FACT pelas forças aliadas a Misrata, um grupo rebelde cuja separação da UFDD poderia ter sido encorajada pela própria Terceira Força.

## Efetivos e localização
Os efetivos do grupo chadiano oscilam, segundo as fontes, entre 700 e 1 500 combatentes.  A FACT recruta principalmente os goranes, particularmente os Kreda e os Kecherda.
O movimento teria uma base no Chade, em Tanoua, e três na Líbia (Jebel Saouda, perto da fronteira chadiana, Al-Jufrah e Doulaki perto de Saba).